# 구급간이방언해
신찬구급간이방(新撰救急簡易方) 또는 구급간이방언해(救急簡易方諺解), 구급간이방(救急簡易方)은 구급(救急)의 경우에 간단하게 쓸 수 있는 약방문을 기록한 책으로 성종 20년(1489년) 5월 30일에 허종(許琮), 윤호 등이 왕명을 받아 짓고 간행하였다. 8권의 목판본으로, 1,2,3,6,7권의 5권,5책이 전한다.  내용은 한글로 쓰인 언해본이며 인쇄는 을해자(乙亥字)본이다.

## 민생의용
먼저 편찬된 ≪의방유취≫·≪향약제생방≫·≪구급방≫ 등이 모두 백성들이 보기에 적당하지 않은 바가 있어 ‘민생의병지용(民生醫病之用)’에 편하게 하도록 한글로 책을 완성하였다는 기록이 있다.

## 구급간이방언해 권2
구급간이방언해 권2의 두통(頭痛)에서는 두통(頭痛)을  '머리 앓음이다'라고 적고 있으며 우엉, 궁궁이 등의 약용식물을 언급하고 있다.
| 원문한자 | 芋蒡 우어ᇱ 根莖取汁酒和塩 소곰 少許煎成膏塗痛處用力摩之令大熱                                                              |
| 원문한글 | 우워ᇱ 불휘와 줄기와ᄅᆞᆯ 즛두드려 즙 ᄧᅡ 수레 프러 소곰 져기 녀허 달혀 얼의어든 알ᄑᆞᆫ ᄃᆡ ᄇᆞᄅᆞ고 ᄆᆡ이 ᄡᅮ처 ᄀᆞ자ᇰ 덥게 ᄒᆞ라        |
| 현대한글 | 우엉의 뿌리와 줄기를 짓두드려 즙(汁) 짜 술에 풀어 소금 조금 넣어 달여 엉기거든 아픈 데 바르고 매우 비벼 아주 뜨겁게 하라. |

## 판본
- 구급간이방 권6 (보물 제1236-1호) : 한독의약박물관 소장
- 구급간이방 권6 (보물 제1236-2호) : 허준박물관 소장

## 같이 보기
- 향약집성방